# Đỗ Ngọc Yến
Đỗ Ngọc Yến (25 tháng 5 năm 1941 — 17 tháng 8 năm 2006) là người sáng lập ra và cũng là chủ nhiệm đầu tiên của Nhật báo Người Việt, tờ báo tiếng Việt lâu đời nhất và cũng lớn nhất tại hải ngoại. Ông cũng là một trong những người sáng lập ra khu Little Saigon tại Quận Cam, California. Ông sinh ra ở miền Nam Việt Nam, tuy nhiên lúc trưởng thành thì sống phần lớn ở Nam California.

## Tiểu sử
Đỗ Ngọc Yến sinh ra ở Sài Gòn (nay là 
Thành phố Hồ Chí Minh). Ông là một trong 5 người con (3 trai, 2 gái). Cha ông là một thợ may đã ủng hộ Việt Minh trong cuộc chiến chống Pháp giành độc lập dân tộc. Mẹ ông là một người theo đạo Công giáo sùng đạo.

Ông bắt đầu viết báo khi còn đi học và là chủ bút tờ báo trường Trương Vĩnh Ký. Ông bị đuổi học do hoạt động chống chính quyền, nên phải tự học, cho nên mãi đến năm 22 tuổi ông mới lấy được bằng Tú Tài. Khi vào đại học Văn khoa  ông trở thành một đại diện trong ban Chấp hành Sinh viên và đã tổ chức những cuộc xuống đường đòi lật đổ tướng Nguyễn Khánh năm 1964. Năm sau ông Yến bắt đầu làm việc với International Voluntary Service (IVS), một hội thiện nguyện Hoa Kỳ, vận động và tổ chức thanh niên sinh viên giúp IVS phân phối thực phẩm cho đồng bào bị nạn bão lụt ở miền Trung.

Từ năm 1964 ông Đỗ Ngọc Yến đã viết bài cho các nhật báo Sống, Sóng Thần, Đại Dân tộc, tạp chí Văn Nghệ, tuần báo Đời, và nhiều tờ báo khác. Bắt đầu từ thập niên 1970 ông cộng tác với nhiều phóng viên các báo ngoại quốc hoạt động tại Việt Nam.
Về khuynh hướng chính trị ông Yến vừa chống thực dân vừa chống chủ nghĩa cộng sản, nhưng ông nghĩ rằng chỉ có Hoa Kỳ mới đủ sức mạnh chống cộng sản.
Vào ngày 26.04.1975, ông và vợ cùng ba con rời Việt Nam và sau đó được định cư ở Hoa Kỳ.

Ông thành lập tờ báo Người Việt (vào cuối năm 1978 ban đầu là tuần báo, tới 1985 thì trở thành nhật báo) với mục đích loan báo những tin tức trung thực tại Việt Nam cũng như những gì đang xảy ra với người tị nạn ở hải ngoại. Ông cũng đứng vai trò trung gian chuyển đạt quan điểm người Việt tị nạn đến với người Mỹ qua báo chí Mỹ. Cơ sở báo Người Việt cũng là nơi quy tụ các văn sĩ, và nghệ sĩ.

Sang đến thế kỷ 21 ông mắc bệnh tiểu đường và suy thận hằng tuần phải vào bệnh viện lọc máu. Ông mất ngày 17 tháng 8 năm 2006 tại bệnh viện Fountain Valley, miền Nam California.